# Колодуб, Лев Николаевич
Лев Николаевич Колодуб (укр. Левко Миколайович Колодуб; 1 мая 1930, Киев — 23 февраля 2019, Киев) — советский и украинский композитор. Народный артист Украины (1993).

## Биография
В 1949 окончил Харьковскую музыкальную школу-десятилетку по классу кларнета у Г. Рыкова.
В 1954 — окончил Харьковскую консерваторию по классу композиции М. Д. Тица. С того же года работал в Киеве.
В 1956—1958 годах референт Союза композиторов УССР в Киеве, заместитель директора Украинского отделения Музфонда СССР.
В 1959—1960 годах преподаватель Института театрального искусства в Киеве.
Преподавал в Киевской консерватории (с 1977 года — доцент, с 1985 года — профессор кафедры композиции, с 1997 года — заведующий кафедрой информационных технологий).
Член-корреспондент Академии искусств Украины (1997).
Глава правления Киевской городской организации Союза композиторов Украины (1994—1999), член Национального Всеукраинского музыкального союза Украины. Глава Ассоциации деятелей духовой музыки Украины.
Умер 23 февраля 2019 года в городе Киеве на 89-м году жизни. Похоронен на Байковом кладбище (участок № 33).

### Семья
Жена — Жанна Ефимовна Колодуб (род. 1930), советский и украинский композитор.

## Награды и премии
- Медаль «За трудовое отличие» (1960)[2].
- Заслуженный деятель искусств Украинской ССР (1973).
- Лауреат конкурса имени Марьяна и Иванны Коц (1992).
- Народный артист Украины (1993).
- Государственная премия имени Б. Н. Лятошинского (1997).
- Орден «За заслуги» III степени (2000)[3].
- Премия имени М. Вериковского (2001).
- Почётный знак «Слобожанская слава» Харьковской облгосадминистрации (2002)
- Золотая медаль Академии искусств Украины (2005).
- Национальная премия Украины имени Тараса Шевченко (2010).

## Сочинения
- Оперы:
  - Дума про Турбаї (либретто О. Колодуба и В. Бычко (1951);
  - «Пробуждение» («Днепровские пороги») (либретто Г. Бодыкина Днепропетровск, 1977);
  - «Незраджена любов» (либретто В. Грипича по произведениям А. С. Малышко, 1985),
  - «Поэт» (либретто Александра Беляцкого и Зиновия Сагалова, 1988);
- балеты:
  - «Вечный огонь» («Октябрьская легенда») (пост. П. П. Вирского Киев, 1967),
  - «Рассветная поэма» (по фортепианной музыке В. Косенко, либретто В. Тимофеева, Киев, 1973).
- Муз. комедия «Веселые девчата» (либретто И. Г. Барабаша, совм. с Ж. Колодуб, Донецк, 1968).
- Мюзиклы:
  - «Город влюблённых» (Киев, 1969),
  - «Приключения на Миссисипи» (либретто Д. Кисина по М. Твену, совм. с Ж. Колодуб, Киев, 1971);
  - «Я люблю тебя» (либретто Д. Шевцова по пьесе В. Розова «В день свадьбы», Киев, 1975).;
- Для солистов, хора и симф. орк. — _кантата «Славься, Отчизна» (сл. Н. Брауна ч собств., 1951), поэма «Переяславская рада» (сл. М. Рыльского, 1954).
- Для симфонического оркестра:
  - Поэма «Великий Каменяр» (1953).
  - Симфонии:
    - I (1958), II (1964, «Шевченковские образы»),
    - «В стиле украинского барокко» (1980)
    - Симфония-86 (1986)
    - «Pro memoria» (1990)
    - «С-dur и А. Шенберг» (1999)
    - «Метаморфозы тем О. Беннингсхофа» (2000)
    - «Прилуцкая» (2003)
    - № 9 «Sensilis moderno» (2004),
    - № 10 «По эскизам юных лет»
    - № 11 «Новые берега»

  - Украинские карпатские рапсодии: I (1960), II (1974).
  - Танцевальные сюиты (совм. с Ж. Колодуб): I (1961), II (1965).
  - Сюиты: «Гуцульские картинки» (1967), из балета «Октябрьская легенда» (1971), 2 из оперетты «Город влюбленных» (1971).
  - Увертюры: «Молодёжная» (1962), «Торжественная» (1967), «Тройстые музыки» (1974).
- Для кларнета и симфонического оркестра — Песня и Танец (1951), Молдавский танец (1973).
- Для валторны и симфонического оркестра — Концерт (1972); для тубы и дух. орк. — Концертная кадриль (1971).
- Для кларнета и оркестра народных инструментов — «Поэма» (1971).
- Для валторны и оркестра народных инструментов — «Элегия» (1971).
- Для виолончели и фортепиано — пьесы.
- Для кларнета и фортепиано — пьесы.
- Для гобоя и фортепиано — пьесы.
- Для фагота и фортепиано — пьесы.
- Для трубы и фортепиано — пьесы.
- Для валторны и фортепиано — пьесы.
- Для тромбона и фортепиано — пьесы.
- Для голоса и фортепиано:
  - «Ода партии» (сл. В. Сосюры, 1964).
  - «Ода братству» (сл. Д. Павлычко, 1972).
- Романсы, в том числе цикл на сл. Т. Шевченко (1966).
- Хоры на слова M. Рыльского, А. Новицкого и др.
- Песни (свыше 80) на слова И. Антонова, М. Нагнибеды, Т. Коломиец, Л. Сорокина и др.
- Музыка к драм. спектаклям (свыше 20).
- Музыка к фильмам (свыше 30) и мультфильмам.
- Обработка народных песен.